# Зайцы (Великолукский район)
Зайцы — деревня в Великолукском районе Псковской области России. Входит в состав сельского поселения «Пореченская волость».
Расположена в 40 км к югу от райцентра Великие Луки и в 6 км к востоку от волостного центра Поречье.

## Население
Численность населения деревни по состоянию на 2000 год составляла 17 жителей, на 2010 год — 13 жителей.